# Пођо (Анкона)
Пођо (итал. Poggio) насеље је у Италији у округу Анкона, региону Марке.
Према процени из 2011. у насељу је живело 360 становника. Насеље се налази на надморској висини од 238 м.